# Dysstroma rufinrunnea
Dysstroma rufinrunnea là một loài bướm đêm trong họ Geometridae.